# Resident Evil 6
Resident Evil 6 is een computerspel ontwikkeld en uitgegeven door Capcom voor de PlayStation 3 en Xbox 360. De third-person shooter is uitgekomen op 2 oktober 2012. Op 22 maart 2013 verscheen het spel ook voor Windows.
Het spel is in 2016 uitgebracht voor de PlayStation 4 en Xbox One met alle downloadbare inhoud, en verscheen eveneens op de Nintendo Switch in 2019.

## Plot
Eind 2012 vlucht Jake Muller tijdens een bioterroristische aanval. Hij werkt samen met Sherry Birkin en komt erachter dat zij hem uit het land moest evacueren om een vaccin voor het nieuwe C-virus te maken. Nadat hun vlucht wordt gesaboteerd en crasht in de bergen, worden ze gevangengenomen door Ada Wong, leider van Neo-Umbrella.

## Spel
Spelers besturen verschillende personages gedurende drie afzonderlijke verhaalmissies, waaronder de protagonisten Leon S. Kennedy en Chris Redfield. Elke campagne bevat een unieke stijl in zowel het uiterlijk van het spel als de gameplay.

## Ontvangst
| Recensiescore       | Recensiescore                 |
| Recensieverzamelaar | Score                         |
| ------------------- | ----------------------------- |
| Metacritic          | 74% (PS3) 69% (PC) 67% (X360) |
| Publicist           | Score                         |
| Destructoid         | 3                             |
| Eurogamer           | 6                             |
| Famitsu             | 39/40                         |
| Game Informer       | 8,75                          |
| GameSpot            | 4,5                           |
| IGN                 | 7,9                           |

Resident Evil 6 ontving gemengde recensies. Men prees het verhaal en thema's, maar kritiek was er op de verweven campagnes en dat het spel een andere richting dan het survival horrorgenre opging.
Ondanks de kritiek is het spel wereldwijd 9,2 miljoen keer verkocht en werd daarmee het op twee na beste verkochte spel in de reeks.
Op aggregatiewebsite Metacritic heeft het spel verzamelde scores van 74% (PS3), 69% (PC) en 67% (X360).